# Севлиевско
 Тази статия е за историко-географската област.  За общината вижте Севлиево (община).  
Севлиевско е историко-географска област в Северна България, около град Севлиево.
Територията ѝ съвпада приблизително с някогашната Севлиевска околия – днешните общини Сухиндол и Севлиево (без село Буря от Дряновско), както и селата Борското, Гъбене, Дебел дял, Драгановци, Драгиевци, Камещица, Музга, Новаковци, Пенковци, Смиловци и Яворец в община Габрово, Върбовка и Димча в община Павликени, Горско Сливово в община Летница и Янтра в община Дряново. Разположена е по горното и средно поречие на река Росица в Средна Стара планина и Предбалкана. Граничи с Ловешко на северозапад, Великотърновско, Дряновско и Габровско на изток, Казанлъшко и Карловско на юг и Троянско на запад.